# 调头 (政治)
调头是一個政治术语。香港称為转軚，台湾称为发夹弯，在美国表述为flip-flop，在英国和爱尔兰是U-turn，在澳大利亚和新西兰则为backflip。这个词汇的意思是公职人员突然真正或明显地改变了政策主张或意见，有时甚至能达到截然相反的程度。这一现象通常会发生在选举前后，政客们以此来寻求最大限度地提高受欢迎度。

## 历史

### Flip-flop
1988年，在《纽约时报》的《On Language》专栏中，专栏作家威廉·萨菲尔写道“flip-flop”一词与“somersault”（翻筋斗）一词的历史同样悠久，他引用记者乔治·霍拉斯·洛里默在1902年的话：“一个人在云彩上翻筋斗，他就能获得农民的注意。”萨菲尔指出，19世纪末，一名美国政客被对手称为“佛罗里达的变节者（the Florida flopper）”。他写道：“fl”的声音出现了两次，这是一个嘲笑的迹象。他引用语法学家Randolph Quirk的话指出，声音的重复也是其他类似的短语中的一个特征，用于贬低他人的行为或言语，如“Mumbo jumbo”（莫名其妙的话）、“wishy-washy”（优柔寡断）和“higgledy-piggledy”（慌里慌张）。
《纽约时报》的档案能将flip-flop这个词汇的历史追溯到1851年，而该词最早有了“人的意见的变化”的含义则是1890年10月23日在纽约市举行的一场竞选活动的报道。地方检察官候选人约翰·戈夫（John W. Goff）说，他的一个对手是：“我想听听尼科尔先生解释他的伟大调头。三年前，你知道，作为共和党的地方检察官候选人，他狠狠地谴责坦慕尼协会（民主党的政治机器）是老板们的聚会，也是为了老板们的利益。尼古拉，那个三年前谴责坦慕尼协会的人，如今是拥护坦慕尼协会的候选人。”
该术语也在1967年被使用，当时《纽约时报》及《时代》专栏的作家汤姆·威克斯（Tom Wicker）用来评论不同的事件。在1976年的大选中，总统杰拉德·福特用这个短语指责他的对手吉米·卡特。在1988年的美国总统大选中，马萨诸塞州州长迈克尔·杜卡基斯用这个词指责对手联邦众议员理查德·格法尔特，他说：“这里有一个骑墙派（flip-flopper）”。
这个词在2004年美国总统大选中也被广泛使用。评论家以此来批评约翰·克里，声称他在几个问题上“翻转（flip-flopping）”了他原先的立场，包括正在进行的伊拉克战争。2004年3月16日的事很著名：克里出席在马歇尔大学的竞选活动时试图通过告诉人们，解释他关于伊拉克和阿富汗的军事行动的870亿美元补充拨款的投票，“其实我在投票之前，是反对这项计划的”；在言论引起争议之后，克里解释，他曾经支持一项民主党先前提出的倡议，通过减少总统小布什减税的额度来支付870亿美元的战争资金。美國事實查核网站FactCheck.org表示：“克里从来没有支持授权小布什在伊拉克使用武力，也没有改变自己的立场；他认为，总统不会在没有更大的国际支持的情况下发动战争。”

### U-turn
“U-turn”一词被广为人知是1970-1974年爱德华·希思担任英国首相期间。在1970年大选之前，保守党编制了一个强调自由市场经济政策的宣言。当他的政府将劳斯莱斯国有化（因此实际上是“调头”）时，希思放弃了这样的政策。保守党政府后来遭到攻击，因为国有化（撒切尔时代）被视为与保守主义信仰的对立行為。这后来导致了玛格丽特·撒切尔的最有名的名言：“你想调头就调头吧，我是不会这样的”。保守党采纳她的自由市场理念。

### 
2016年蔡英文當選中華民國總統後，民主進步黨與泛綠政治人物在蔡英文政府執政後推行的政策與說法，被認為跟在野時主张的政见相差太大。民進黨在野時抨击当时执政的中国国民党的爭議政策，执政后反而延续国民党的爭議政策，因此被批評為「发夹弯」。
2017年11月12日，秋鬥將蔡英文在2012年中華民國總統選舉期間用來小額募款的四百多個小豬撲滿砸向總統府，稱為「還豬於英」，表達人民對政治人物髮夾彎的反感。
在陈同佳送台案期間，2019年10月21日，聲稱劝说陳同佳来台投案的身兼北京巿政协委员的香港圣公会教省秘书长管浩鸣，指台灣移民署已對其注记管制。台灣陸委會於10月22日下午請求港府允許台方派人把陳同佳押至台灣受審，港府則於23日凌晨稱“跨境执法，不尊重香港的司法管辖权”。香港保安局局長李家超亦稱台灣“不停改變立場，節外生枝”。中華民國內政部批評香港政府宣稱台方禁止陳同佳入境的說法不符事實，強調台方僅禁止網簽，並無禁止陳同佳入境，內政部指電子簽證僅供觀光或商務旅客使用，但陳同佳已是通緝犯，因此陳同佳必須臨櫃申請入境，以便掌握他的行蹤。

## 公众对此的辩护、排斥和贬抑
调头的政治大环境和大背景是政治人物会因为这种改变而受到伤害或得到帮助的关键因素。“长期以来，罗纳德·里根被认为是保守派的巨擘，因此他可以耸耸肩支持1982年的增税，以遏制1981年减税加剧的预算赤字。”《纽约时报》分析道，“长期以来共和党右派的疑虑，是老布什在放弃‘不增税’的承诺之后，他的连任变得困难。”同样的，理查德·尼克松因为其坚定的反共立场，而成为与中华人民共和国改善关系的最佳人选，因为只有尼克松这样坚定反共的人才不会担心“媚共”之名，因而形成了著名短语“尼克松在中国”。
民主、共和两党的政治分析人士都认为，克里对伊拉克战争的反复是其2004年失败的主要原因。“他谈到计算和犹豫不决的样子，使他与小布什相比更像一位弱小的总司令”，克里的竞选团队成员乔纳森·普林斯日后这样说。在2008年的大选期间，约翰·爱德华兹在美国参议院投票赞成授权伊拉克战争时，简单地说“我错了”。普林斯解释说：“进步派觉得这很棒，因为这样承担了责任，而不是放弃责任。”
美国评论家吉姆·杰拉奇（Jim Geraghty）写道，由于条件的改变，政治家需要被允许有一些改变主意的余地。“我其实认为候选人甚至可以根据不断变化的政治环境改变立场，只要他们诚实。‘选票得不到，公众不支持，所以我必须把这个建议放在一边，’是对一个困难的立场的完全合法的回应。”《纽约时报》专栏主编汤姆·威克斯（Tom Wicker）在1988年杜卡奇对格法尔特的指控不久之后提出了同样的观点。威克斯评论说，这个指控不一定是公平的：“总统候选人改变立场有什么问题 - 虽然他的对手称之为“调头” - 为了提高他的获胜机会？没有什么是错的[...]，除非被指责者（flipper）[...]否认这样做，”威克斯补充说，指控可以是“一个使对手的原先立场的痛苦或不诚实的解释。”
“在这里，改变你的政策立场和打破承诺是有区别的，”约翰·迪克森（John Dickerson），在《Slate》在线杂志上写道。“打破承诺是改变政策立场的问题，我们的母亲告诉我们不要违背承诺[...]”
美国新闻与世界报道网上的“钱和政治博主”詹姆斯·彼得霍基基斯（James Pethokoukis）提到2008年总统候选人约翰·麦凯恩，在改变立场时，候选人可以“走出那个着名的凯恩斯曲线”，当事实发生变化时，我改变主意，先生，你做什么？”凯恩斯曲线也被其他评论家提到，包括詹姆斯·布罗德（James Broder）在《国际纽约时报》2007年的一篇文章。

## 政治外的运用
在政治之外，这个术语的使用不是贬义的。科学家或数学家通常可以获得一些实验结果或逻辑推导，使人们以前坚持的信念发生颠覆。例如：“我一直认为有一个无穷无尽的无限数字是平等的，但是自从我看到Georg Cantor的证明之后，我已经颠覆了。刘易斯·埃根（Lewis Eigen）在他关于政治与科学家文化差异的文章中指出，“对于科学家来说，面对矛盾的证据，未能发生颠覆是非理性和危险的行为，科学家往往会以几乎轻微的速度触发。通常只需要一个观察结果就足以颠覆所有人的认识。”

## 外部連結
- 民进党蔡英文政府政治发夹弯：KUSO賽車「轉彎」諷綠政策（页面存档备份，存于）